# Albemarle (Carolina del Nord)
Albemarle è una città (City) nella Contea di Stanly, nella Carolina del Nord. Secondo il censimento del 2000 la città aveva una popolazione di 15 680 abitanti mentre secondo la stima del 2007 la popolazione era di 15 483 abitanti.

## Geografia fisica
Secondo l'United States Census Bureau, Albemarle sorge su un'area di 40,80 km², dei quali, 40,70 km² di terraferma e 0,20 km² di acque interne.

## Società

### Evoluzione demografica
Secondo il censimento del 2000, in città vi erano 15 680 abitanti, 6 291 abitazioni e 4 158 famiglie. La densità di popolazione era di 385,6 abitanti per km². Dal punto di vista razziale vi era il 72,85% di bianchi, il 20,50% di uomini di colore, lo 0,24% di Nativi Americani, il 4,16% di asiatici, lo 0,03% di abitanti provenienti dalle isole del Pacifico, l'1,07% di abitanti appartenenti ad altre razze e l'1,14% di abitanti appartenenti a due o più razze.
In città la popolazione era eterogenea e vi era il 26,0% di abitanti con meno di 18 anni, l'8,4% di abitanti con un'età compresa fra i 18 e i 24 anni, il 26,9% di abitanti con un'età compresa fra i 25 e i 44 anni, il 21,3% di abitanti con un'età compresa fra i 45 e i 64 anni e il 17,4% di abitanti con 65 anni o più. L'età media era di 37 anni. Per ogni 100 femmine nate nascevano 87,6 maschi. Per ogni 100 donne con 18 anni o più vi erano 82,4 uomini.
Il reddito medio annuo per una famiglia in città era di $41 729. Il reddito medio annuo per un uomo in città era di $31 001 mentre per una donna di $20 589.

## Parchi e centri di ricreazione
L'Albemarle's Parks and Recreation Department fu creato nel 1963 e adesso gestisce 
cinque parchi all'interno dei confini della città, due complessi sportivi e laboratori di ceramica.
Il Morrow Mountain State Park è un grande parco statale situato ad est della città. Il parco è situato su una grande altura nelle Uwharrie Mountains nei pressi del Yadkin River. Questo parco offre molte attività ricreative.